# Bertoia

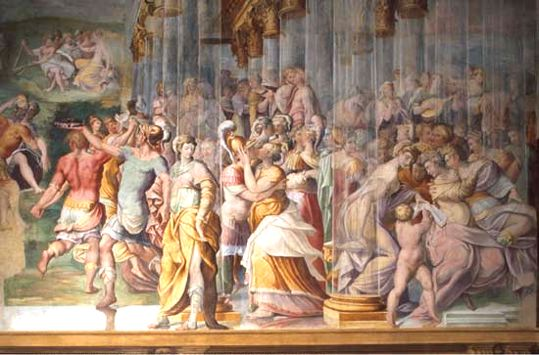
Frescos de la Sala del Bacio, Palazzo del Giardino, Parma.

Giacomo o Jacopo Zanguidi, conocido como Bertoia (Parma, 22 de julio de 1544 - Roma, 1574), fue un pintor manierista italiano.

## Biografía

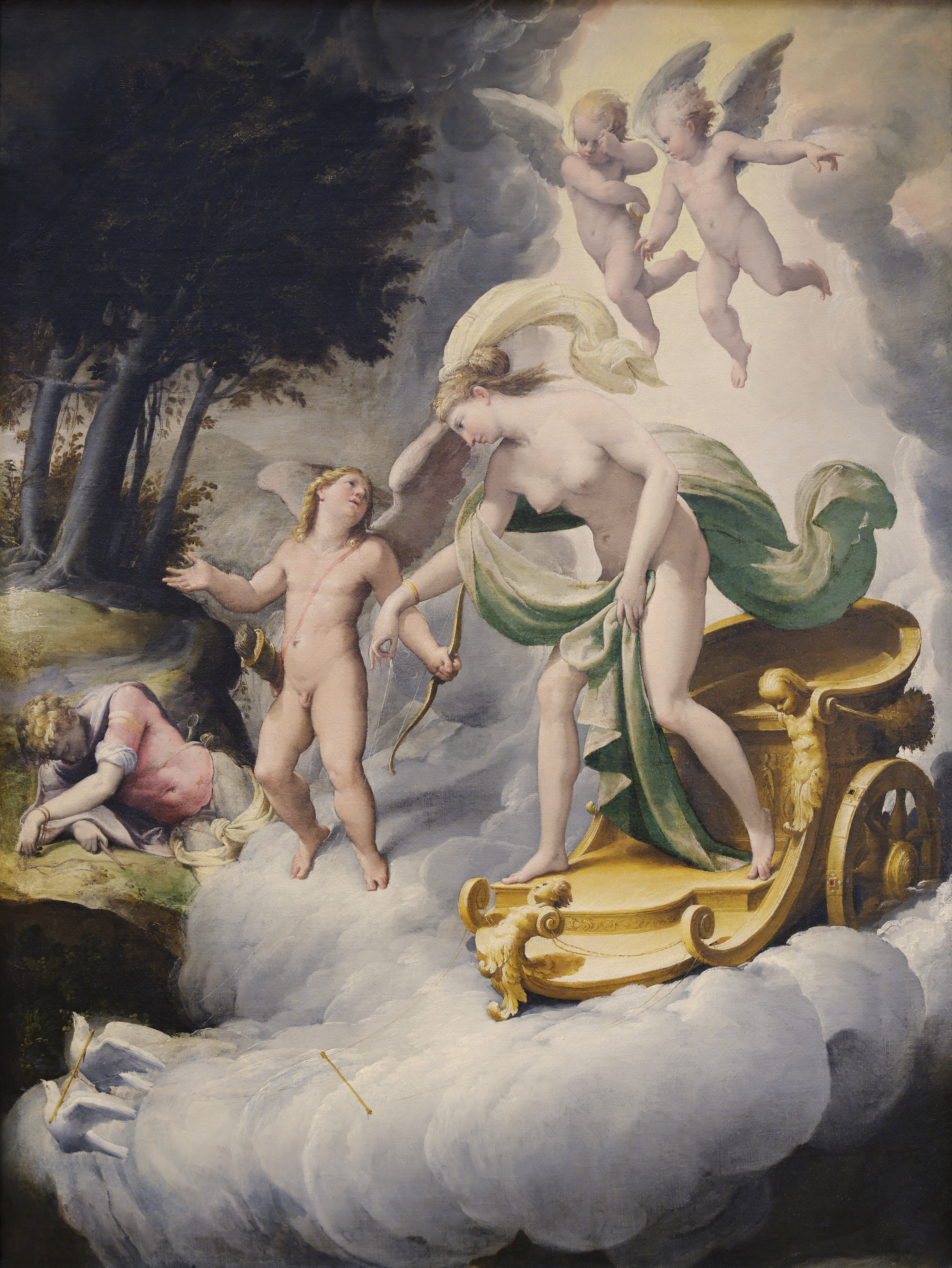
Venus conducida ante el cadáver de Adonis, Museo del Louvre.

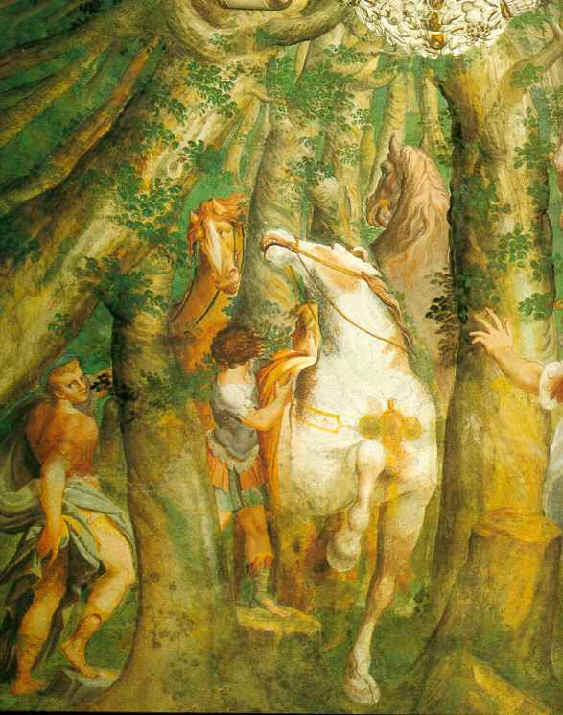
Armida perseguida por Rinaldo y Orlando (detalle), Frescos del Palazzo Ducale di Parma.

Natural de Parma, fue uno de los pocos pintores que supo mantener el estilo del Parmigianino, aunque con una imaginación más sofisticada, tendente a lo fantástico.
Estudió en Bolonia, al parecer con Lorenzo Sabatini y tal vez con Ercole Procaccini. Su primer encargo de importancia, un estandarte con la Virgen de la Misericordia (1564, Galleria de Parma), parece revelar en buena medida esta formación boloñesa.
Al año siguiente Bertoia recibió el encargo de pintar un fresco con la Coronación de la Virgen (acabado a mediados de 1566), sobre la fachada del viejo Palazzo del Comune. Aunque actualmente esta obra está prácticamente destruida, se puede observar todavía en ella la asimilación del estilo de Parmigianino. Parece que Zanguidi tuvo que trabajar sobre antiguos diseños del maestro y a partir de aquí adoptó su maniera.

### Frescos del palacio del Giardino. La sala del Bacio
En su siguiente obra Bertoia incorporó su propia creatividad al estilo aprendido. La Sala del Bacio (Palazzo del Giardino, Parma 1566-71) contiene una de las mejores muestras de la fantasía decorativa del manierismo del norte de Italia. Arquitecturas imposibles y salones de falsas columnas de cristal poblados de figuras voluptuosas muestran un ingenio virtuosista. Por su calidad y género, es lo más parecido que puede encontrarse a las decoraciones del palacio de Fontainebleau, de autores como Niccolò dell'Abbate, aunque no tan sujetos al clasicismo manierista.

### Obras de madurez. El Oratorio del Gonfalone. Frescos de la villa Farnese de Caprarola
Sin embargo, Zanguidi fue capaz de adaptar su estilo a las circunstancias y dejar los excesos manieristas cuando el encargo así lo requería. A partir de 1568 entró al servicio de Ottavio Farnese y dividió su actividad entre Parma y Roma, donde anteriormente ya había estado brevemente. En la Ciudad de los Papas moderó su estilo, algo extravagante para el gusto local y acentuó las tendencias clásicas de su arte. El Oratorio del Gonfalone (ejecutada en dos períodos: 1568-1569 y 1572) contiene su Entrada de Cristo en Jerusalén. Su contribución en este proyecto, que se reveló como uno de los más importantes del manierismo romano, no pudo ser mayor, debido a los constantes requerimientos del cardenal Alejandro Farnese, para quien decoró la Villa Farnese de Caprarola, sustituyendo a Federico Zuccaro, con quien había colaborado (1569) en la Sala di Ercole del citado palacio parmesano. Allí pintó (1571-72 y 1573-74) las bóvedas de las salas del Giudizio, della Penitenza y dei Sogni y la Anticamera degli Angeli. Lamentablemente, el acento parmesano en estas obras es muy débil y se circunscriben en un estilo romano más sofisticado pero tal vez menos personal.

### Valoración de su obra
La obra de Bertoia fue una de las últimas manifestaciones genuinamente creadoras del manierismo parmesano, que a partir de su muerte sufrió un considerable descenso de calidad e inspiración en manos de artistas como Pomponio Allegri, el hijo de Correggio, y Alessandro Mazzola, Giovanni Battista Tinti o Giulio Cesare Amidano.

## Obras destacadas

### Decoraciones al fresco
- Frescos de la fachada del Palazzo del Comune, Parma (1566)
  - Coronación de la Virgen
- Frescos de la Capilla Pepoli de San Domenico, Parma (1566-68), en colaboración con Prospero Fontana.
- Frescos del Palazzo Lalatta, Parma (1566-68)
- Frescos del Castello Rossi, San Secondo (1568)
- Frescos del Palazzo del Giardino (1566-71)
- Frescos del Oratorio de Santa Lucía del Gonfalone (1569-72)
- Frescos del Palazzo Borri, Parma (1569-70)
- Frescos del Palazzo de Caprarola (1572-74)

### Lienzos
- Virgen de la Misericordia (1564, Galleria Nazionale, Parma), su primera obra documentada.
- Virgen con el Niño (Museo di Capodimonte, Nápoles)
- Venus es conducida ante el cadáver de Adonis (Museo del Louvre, París)
- Paisaje fantástico (Galleria Nazionale d'Arte Antica, Roma)